# ハーフェンロール
ハーフェンロール (ドイツ語: Hafenlohr) は、ドイツ連邦共和国バイエルン州ウンターフランケン行政管区のマイン＝シュペッサルト郡に属す町村である。

## 地理

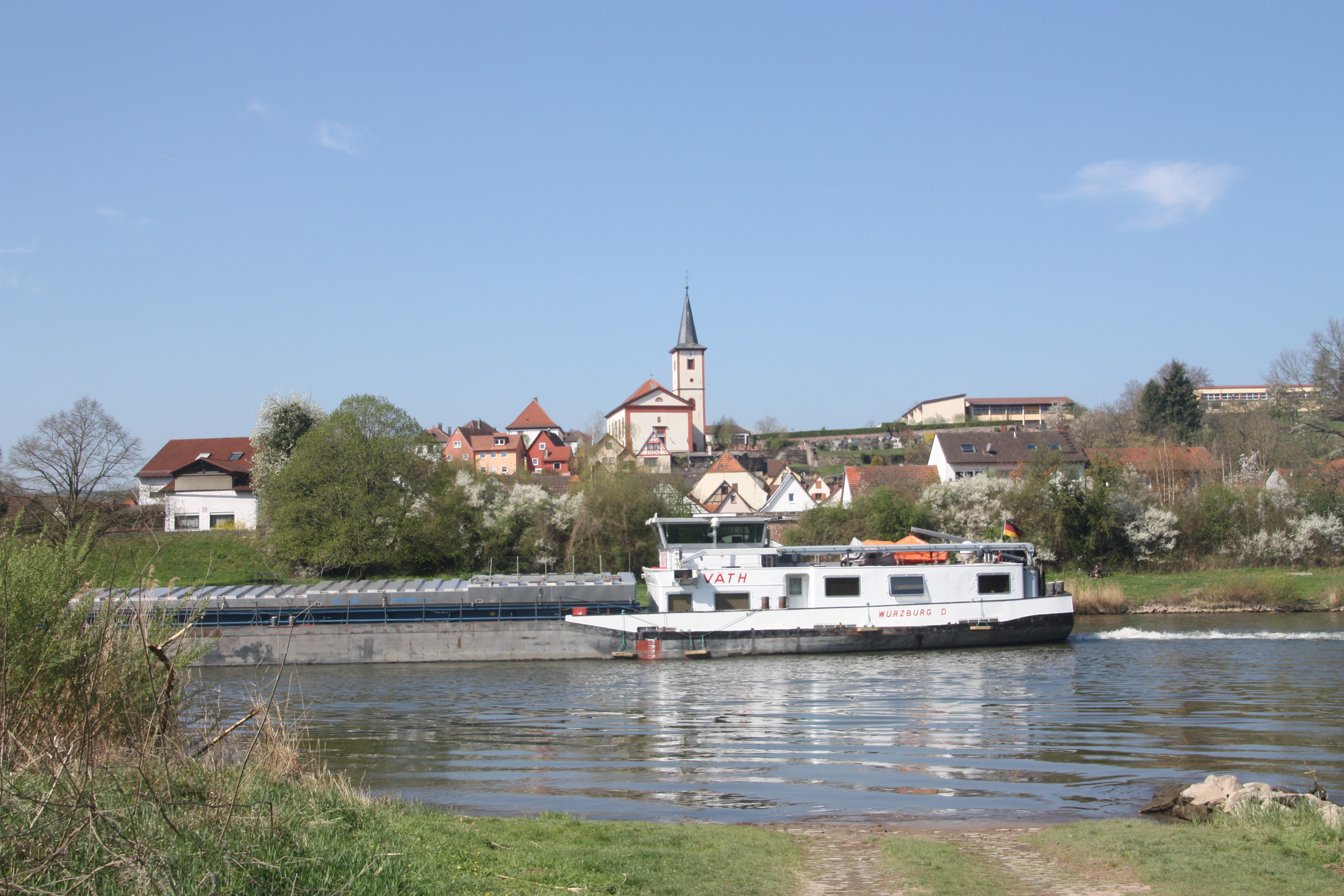
ハーフェンロール

### 位置
ハーフェンロールは、ヴュルツブルク近郊の都市マルクトハイデンフェルトの北約3kmに位置している。町内の最高地点は、フュルステンブリュッケ営林事務所北側の海抜319m、最低地点はマイン川沿いの海抜 142mである。

### 自治体の構成
ハーフェンロールはハーフェンロールとヴィントハイムの2つのオルツタイル（行政上の地区区分）、合計8つのジートルング（集落）からなる。
- ハーフェンロール
- ヴィントハイム
  - バーンブリュッケンミューレ
  - ディアーナ
  - アインジーデル
  - フーベルトゥスヘーエ
  - リンデンフルターホーフ
  - トーアハウス・ブライトフルト

この他に、公式な地名としては挙げられない集落ブライトフルトとフュルステンブリュッケがある。

### 水域
ハーフェンロールでハーフェンロール川がマイン川に合流する。

### 隣接する市町村
| フォルスト・ローラーシュトラーセ*                   | ローテンフェルス |                          |
| フュルストリヒ・レーヴェンシュタインシャー・パルク* |                  |                          |
| エッセルバッハ                                      |                  | マルクトハイデンフェルト |

- いずれもマイン＝シュペッサルト郡に属す。
- 地名の後に「*」があるのは、市町村に属さない地域である。

## 地名

### 語源
ハーフェンロールという地名は、この町の町域内でマイン川に注ぐ同名のハーフェンロール川に由来する。

### 古い表記
この町は、様々な古地図や史料に以下のような表記で記されている。
| - 1324年 Lare - 1348年 Niederlohre - 1354年 Niedern Löhr - 1376年 Hefnerlor - 1470年 Nydernlore | - 1494年 Heffnerlore - 1505年 Hafnerlore - 1516年 Haffenlor - 1800年 Hafenlohr |

## 歴史

### 自治体の成立まで
ヴュルツブルク司教領のオーバーアムト・ローテンフェルスの一部としてハーフェンロールは世俗化によってレーヴェンシュタイン＝ヴェルトハイム伯領となった。両者は1500年からフランケン帝国クライスに属していた。陪臣化によりこの集落は1806年にアシャッフェンブルク侯国領となったが、1814年には侯国ごとバイエルン王国領となった。バイエルンの行政改革に伴う1818年の自治体令により現在の自治体が形成された。

### 行政史
1862年にベツィルクスアムト・マルクトハイデンフェルトが形成され、ハーフェンロールはその管轄下に置かれた。1939年、ドイツ国全体で「ラントクライス」（郡）の呼称が用いられることとなった。ハーフェンロールはマルクトハイデンフェルト郡の47市町村の1つとなった。マルクトハイデンフェルト郡の廃止に伴いハーフェンロールは1972年7月1日に新設されたミッテルマイン郡に編入された。この郡はその10か月後に現在の「マイン＝シュペッサルト郡」と改名された。

### 町村合併
1974年1月1日、それまで独立した町村であったヴィントハイムがこの町に合併した。

## 住民

### 人口推移
1988年から2018年までの間にこの町の人口は、1,724人から1,851人に、127人、約 7.4 % 増加した。
- 1961年: 1634 人, このうちヴィントハイムに467人[5]
- 1970年: 1804 人, このうちヴィントハイムに467人[5]
- 1987年: 1721 人
- 1991年: 1782 人
- 1995年: 1850 人
- 2000年: 1877 人
- 2005年: 1833 人
- 2010年: 1841 人
- 2015年: 1860 人
- 2016年: 1866 人

### 宗教
ハーフェンロールはカトリックが多数を占める。首邑の聖ヤーコブス教会とヴィントハイムの聖キリアクス教会はロール主席司祭区（ヴュルツブルク司教区）に属す。

## 行政
この町は、マルクトハイデンフェルト行政共同体に加盟している。

### 議会
ハーフェンロールの町議会は12議席からなる。

### 首長
2008年5月1日からトルステン・シュヴァープ (CSU)が町長を務めている。彼は2020年3月15日の選挙で 70.55 % の票を獲得して再選された。

### 税収
2018年の税収は246万5千ユーロとなった。このうち産業税は103万6千ユーロである。

### 紋章
図柄: 赤地。左右に貫く銀の波帯の上に金色の取っ手付きの深鉢。
この紋章は、フリードリヒ・メルツバッハーによってデザインされた。この紋章は1957年1月30日に認可された。
解説：取っ手付きの深鉢 (Henkertopf) は、この地でマイン川に注ぐハーフェンロール川に由来するこの町の名前を表している。さらには遅くとも15世紀から営まれていた製陶業 (Hafnerei) をも意味している。この産業は、この町に経済的発展をもたらした。配色はかつての領主を表している。赤と金の配色は、12世紀中頃からこの地域を治めたリーネック伯に由来する。リーネック＝ローテンフェルス家系が断絶した後このレーエンはヴュルツブルク司教領となった。これが銀と赤の配色で示されている。

## 経済と社会資本

### 経済構造

#### 雇用
2018年、この町には499人の社会保険支払い義務のある就労者が働いていた。これに対して、この町に住む社会保険支払い義務のある就労者は793人であった。従って、この町から他の市町村へ通勤する就労者は、他の市町村からこの町に通勤する就労者よりも294人多い。この年の失業者数は21人であった。

#### 工業
子供用家具の製造を行うパイディ・メーベル GmbH がこの町に本社を置いている。

#### 農業
2016年、この町には7軒の農家があった。

#### 交通業および観光業
ハーフェンロールは、ハイキング客やサイクリング客に人気のハーフェンロールタールからマインタールへの合流点にあたる。
首邑の数百メートル南で、橋がマイン川右岸の郡道 MSP45号線および州道 2315号線と、左岸の州道 2299号線およびマイン自転車道とを接続している。

### 教育
以下の施設がある。
- 保育園 1園。定員110人に対して園児68人。このうち3歳以下は27人（2019年現在）[15]。
- 基礎課程学校 1校。4クラス、教員数5人、生徒数82人（2018/19年）[16]。

### 公共機関
- 技術支援隊（ドイツ語版、英語版）マルクトハイデンフェルト地区連合
- ハーフェンロールとヴィントハイムの消防団